# Юрченко, Наталья Геннадьевна
Наталья Геннадьевна Юрченко (Перегудова) (род. 18 ноября 1995 года) — российская спортсменка-  кикбоксер, Чемпионка мира, 8-кратная Чемпионка России по кикбоксингу, обладательница Кубка мира, многократная финалистка Чемпионатов Мира и Европы. Член Сборной команды России по кикбоксингу 2015-2021г. Представляла знаменитый клуб «ЦСКА» 2018-2021 г. Награждена медалью Министерством обороны «За боевое содружество». Мастер спорта Международного класса. Заслуженный мастер спорта России.

## Биография
Долгое время не решалась пойти в секцию кикбоксинга, но потом нашла подругу, с которой стала заниматься вместе. По собственному признанию, выбрала кикбоксинг потому что он для «трудолюбивых, отчаянных, сильных волей и духом людей».
Весной 2015 года Наталья Юрченко выиграла чемпионат России по кикбоксингу, который проходил в Липецке. Она получила золотую медаль из рук Фёдора Емельяненко, и вошла в сборную России. В том же году заняла первое место на чемпионате по кикбоксингу по версии WAKO в разделе фулл-контакт, проходившем в Дублине. В 2016 году заняла первое место на чемпионате России по кикбоксингу в Ульяновске.
В настоящее время Наталья Юрченко продолжает свою карьеру в тренерстве, а также проводит мастер-классы по борьбе и самообороне.
В 2016 году приняла участие в народном проекте «Гордость России». В 2021 году закончила бойцовскую карьеру с результатом 60 боёв (из которых 8 поражений), и полностью перешла на тренерскую работу.
Является кузиной певицы Наталии Власовой.
Спортивная карьера: 
Чемпионат России 2015 год фулл -70 кг 1 место г. Липецк 
Чемпионат Мира 2015 год Лоу +70 кг 2 место
Сербия 
Чемпионат Мира 2015 год фулл -70 кг 1 место Ирландия 
Чемпионат России 2016 фулл - 70 кг 1 место 
Чемпионат Европы 2016 фулл  - 70 кг 3 место 
Чемпионат России 2017 год фулл -70 кг 1 место 
Кубок Мира 2017 год Лоу -70 2 место Италия 
Чемпионат Мира 2017 год Лоу -70  2 место 
Чемпионат России 2018 год фулл -70 1 место 
Чемпионат Европы 2018 год фулл -70 2 место 
Чемпионат России 2019 год фулл -70 1 место 
Кубок Мира 2019 год Лоу +70 1 место Италия 
Чемпионат Мира 2019 лоу -70 2 место 
Чемпионат России 2020 фулл 2 место г. Ульяновск 
Чемпионат России 2021 фулл- 2 место г. Красноярск 
Чемпионат России 2021 лоу -3 место г.Челябинск 
Чемпионат Мира 2021 лоу -5 место Италия 